# Лазиська (Плоцький повіт)
Лазиська (пол. Łaziska) — село в Польщі, у гміні Слубіце Плоцького повіту Мазовецького воєводства.
Населення — 541 особа (2011).
У 1975-1998 роках село належало до Плоцького воєводства.

## Демографія
Демографічна структура станом на 31 березня 2011 року:
|          | Загалом | Допрацездатний вік | Працездатний вік | Постпрацездатний вік |
| -------- | ------- | ------------------ | ---------------- | -------------------- |
| Чоловіки | 268     | 61                 | 182              | 25                   |
| Жінки    | 273     | 51                 | 166              | 56                   |
| Разом    | 541     | 112                | 348              | 81                   |